# Valdemar Bøggild
Valdemar Jensen Bøggild (Ringe, 1883. szeptember 30. – Ringe, 1943. július 2.) olimpiai ezüstérmes dán tornász.
Az 1912. évi nyári olimpiai játékokon indult tornában és a svéd rendszerű csapat összetettben ezüstérmes lett.
Klubcsapata a Skytterforeningernes Hold volt.